# Cuchillas del Toa
De Cuchillas del Toa is een gebergte in de provincie Guantánamo in Cuba. Het ligt op 32 kilometer ten westen van Baracoa en loopt zo een 48 kilometer in noordwestelijke richting tussen de Toarivier en de Sagua de Tánamorivier. De hoogste top is 671 meter. De hoge neerslag hoeveelheid maakt de vochtige bossen rond Baracoa rijk in biodiversiteit. De Cubaanse trogon, Priotelus temnurus en de Cuba-amazone behoren tot de endemische Cubaanse  vogels.
Het gebergte ligt tussen twee andere, Guaso Meseta en Sierra de Purial. Het beschermd gebied is voor de UNESCO een Biosfeerreservaat, en in Cuba een site van internationaal belang.